# محمد بن عبد الكريم الخطابي
مُحَمَّدُ بْنُ عَبْدِ الكَرِيمِ الخَطَّابِيُّ الوَرْيَاغَلِيُّ قاضٍ ومجاهد مغربي وأمير على الريف قاوم الاحتلال الإسباني والفرنسي بأن وحد قبائل الريف لمنع توغل الإسبان ابتداءً فكانت وقعة أنوال الشهيرة التي ظهر فيها أهل الريف على الإسبان ثم كان قيام جمهورية الريف التي كان على رأسها وصاحبَ أمرها. وأهل الريف يدعونه مولاي محمد. مولده في أجدير سنة 1882 ووفاته في القاهرة سنة 1963.
يعتبر أول من أشاع استعمال مصطلح المغرب العربي بشكل كبير، بعد أن أسس «لجنة تحرير المغرب العربي»، حيث حدّد الخطّابي أهداف هذه اللجنة، في البيان الذي أصدره بمناسبة تأسيسها في 6 كانون الثاني، 1947 على النحو الآتي: «جمع شمل كافة القوى والأحزاب الوطنية المناضلة في سبيل استقلال المغرب وتونس والجزائر، وإرساء أسس الوحدة الوطنية المغربية التي تنادي بالإسلام والاستقلال التام وترفض أي مساومة مع المستعمر الأجنبي.»

## المولد والنشأة
ولد محمد بن عبد الكريم الخطابي في أجدير، وهو ينتسب إلى قبيلة بني ورياغل، والده عبد الكريم الخطابي كان قاضي القبيلة. عرفت الأسرة الخطابية بالمكانة العلمية والسياسية لرجالاتها الذين شغلوا مناصب القيادة والقضاء في منطقتي الريف الأوسط والغربي، يحدثنا الخطابي عن أصله «نحن من أجذيرْ وننتمي إلى آيث وارْيغر بني ورياغل، إحدى قبائل الريف. ويعود نسبُنا إلى آل السّيد محمد بن عبد الكريم، المنحدرين من الحجاز، من ينبُعْ تحديداً، على شواطئ البحر الأحمر. جَدنا الأكبر كان يُسمى زارع الينبعي. وقد جاءت أسرتي إلى المغرب في القرن الهجري الثالث (القرن الميلادي التاسع تقريباً) واستقرت في قبيلة بني ورياغل. ومنذئذ، أي لأكثر من ألف سنة، وهذه البلدة الممتدة من خليج الحسيمة إلى ثاركيست هي مَوطننا» ، وأرجع بعض الباحثين نسبه إلى الحسن بن علي، تلقى محمد تعليمه الأولي المتمثل في حفظ القرآن والتعاليم الدينية في أجدير، قبل أن ينتقل للدراسة في مدينة تطوان ثم مدرسة العطارين بفاس، ثم انتقل إلى مدينة مليلية التي نال فيها شهادة البكالوريا الإسبانية. ثم انتقل بعد ذلك إلى الدراسة في جامعة القرويين بفاس، حيث تتلمذ على يد مجموعة من علماء الدين والسياسة كعبد الصمد بن التهامي ومحمد بن التهامي ومحمد بن جعفر الكتاني. خلال فترة دراسته في فاس، كلف من طرف والده ببعثة سياسية لدى السلطان عبد العزيز سنة 1908، أبدى فيها دعم بني ورياغل لمحاربة الجيلالي بن ادريس الزرهوني بوحمارة الذي هدد وحدة الكيان المغربي قبيل الفترة الاستعمارية بإيعاز من الأطماع الاستعمارية الفرنسية والإسبانية في المغرب، في ظرفية سياسية صعبة من تاريخ المغرب.
كان ختام مسيرته الجامعية في مدينة شلمنقة الإسبانية، والتي درس فيها القانون الإسباني بجامعتها لمدة ثلاث سنوات.
كانت بداية الحياة المهنية لمحمد بن عبد الكريم الخطابي، في مليلية، التي زاول بها مهنة التدريس لفائدة الساكنة المسلمة، بين 1907 و 1913. مكّنه تكوينه الجامعي وضبطه للغة الإسبانية علاوة على اللغتين المحليتين العربية والأمازيغية، للاشتغال مترجما وكاتبا بالإدارة المركزية للشؤون الأهلية بمليلية، سنة 1910. كما اشتغل بالموازاة مع ذلك صحفيا بيومية تيليغراما ديل ريف الناطقة بالإسبانية (بين 1907 و1915)، حيث خصص له عمود يومي باللغة العربية. وعلى غرار والده، عُين سنة 1913 قاضيًا، ثم رقي سنة 1914 إلى منصب قاضي القضاة، بظهير شريف وبأمر من المقيم العام الإسباني عن سن 32 سنة. وتبوأ بذلك أرفع درجة في سلك القضاء الخاص بالساكنة المسلمة للمدينة مليلية. وفي نفس السنة، عُيِّن أيضًا معلمًا بأكاديمية اللغتين العربية والريفية بمدرسة الشؤون الأهلية بمليلية.
يتفق المؤرخون على أن محمد بن عبد الكريم الخطابي كان إلى حدود هذه المرحلة مؤمنا بالتعايش السلمي مع المستعمر، وذا مكانة محترمة لدى السلطات الاستعمارية ويستدلون على ذلك بالوظائف التي شغلها في سلكي التعليم والقضاء، بل كانت كتاباته الصحفية ذات خط إيجابي إزاء فتح إسبانيا لمدارس تعليمية لفائدة الساكنة المليلية المسلمة، بل وطالب بالجنسية الإسبانية مرتين لم تكللا بالنجاح. أما نقطة التحول الرئيسة في وعيه السياسي وخطه إزاء العلاقات المغربية الإسبانية والفرنسية، ستتأثر نتيجة حدثين رئيسيين:
- سجنه سنة 1915: والذي كان نتيجة تعاطفه مع ألمانيا خلال الحرب العالمية الأولى. وجاء السجن بإيعاز من السلطات الفرنسية، التي كان نفوذها السياسي يمتد إلى غاية منطقة الحماية الإسبانية شمال المغرب، والتي اتهمت محمد بن عبد الكريم بالتخابر مع ألمانيا. حيث سجن الخطابي في سجن روسطروغوردو بمليلية، وحاول الفرار مرات عديدة، دون جدوى، وكُسرت ساقاه في إحدى هذه المحاولات. مكث في السجن 11 شهرا قبل أن يطلق سراحه ويعود لمزاولة مهنة القضاء في مليلية.

في هذه المرحلة، تولد لدى الخطابي وعي وإحساس بالاضطهاد الاجتماعي والسياسي الذي كان يولده الاستعمار لدى المغاربة، وشرع بربط علاقات مع معارضي الوجود الاستعماري بالمغرب، في المنطقتين الإسبانية والفرنسية.
- أما الحدث الرئيسي الثاني فيتجلى خصوصا في انتقال الاستعمار الإسباني إلى مرحلة التغلغل العميق، الذي كان مرتكزا على قواعد رئيسة في السواحل المغربية الشمالية، وذلك مباشرة بعد نهاية الحرب العالمية الأولى، عبر تكثيف التواجد العسكري، ونشر 63 ألف عسكري وتوسيع المواقع العسكرية على امتداد شمال المغرب. وهو ما لاقى معارضة قوية من طرف شيوخ القبائل وعلى رأسهم عبد الكريم الخطابي (الأب)، الذي انتقلت مقاربته للاستعمار، من الحياد الإيجابي إلى الرفض والتصادم، مرورا بمرحلة نادى فيها السلطات الإسبانية بالسير على نهج الحماية الفرنسية في مناطقها، عبر مواءمة البنية الإدارية الاستعمارية مع البيئة المغربية، بما يمكن أن يصطلح عليه في المصادر التاريخية بنظام الحماية.

كان المشهد السياسي في الريف معقدا في تلك المرحلة، وتميز بتنافس إسباني فرنسي ألماني، سواء على مستوى العمل المخابراتي أو عبر استمالة الأطراف المغربية (كآل الخطابي) لمصلحة هذا المشروع الاستعماري أو ذاك.
تحولت تدريجيا العلاقة بين آل الخطابي والإدارة الإسبانية من التعايش إلى القطيعة. كان القاضي عبد الكريم الخطابي (الأب)، أول من نظم المقاومة الريفية سنة 1920، بمساعدة ابنيه محند وامحمد (الذي قطع دراسة الهندسة بإسبانيا للالتحاق بوالده وأخيه سنة 1920). وكان لتعيين الجنرال سيلفيستري حاكما عسكريا إسبانيا في منطقة الحماية الإسبانية بالمغرب، أثر تسريعي لهذا التحول، بسبب مقاربته العسكرية الصرفة، التي تحكمت في تحركاته الديبلوماسية وقراراته السياسية.

## العمل المسلح
حسب مذكرات محمد بن عبد الكريم، كان المحرك الأول لتحرك عبد الكريم (الأب) قيام الإدارة الإسبانية بمضايقات في منطقة نفوذه (بني ورياغل) تمثلت في اعتقالات وترويج إشاعات انبطاحه أمام السلطة الاستعمارية، وشرع في تعبئة القبائل في الأسواق والمساجد؛ وجمع مائتي مقاتل ريفي لمحاصرة نقطة تفرسيت الاستراتيجية، سنة 1920م، في الوقت الذي بقي فيه محند وأخوه محمد في أجدير لتنظيم وإعداد الثورة الوشيكة. توفي الوالد بعد حصار النقطة 22 يوما، تاركا القيادة لمحمد الطحان. يرجح بعض المؤرخين ومحند بن عبد الكريم فرضية التسميم في تفسير الوفاة.
قرر الجنرال «سيلفيستري» التقدم على خط سيدي ادريس-أنوال-تفرسيت، وبالموازاة مع ذلك، عرض على محمد بن عبد الكريم، عبر الوسيط إتشفارياطا، مقترحا يسمح بالتوغل الإسباني في عمق الريف، مقابل تجهيز جيش ريفي يحارب فرنسا إلى جانب إسبانيا، علاوة على مبلغ 20 مليون بسيطة، إلا أنه رفضها. استمر سيلفيستري في التوغل، بهدف الوصول إلى خليج الحسيمة، وتمكن من إنشاء أكثر من 100 نقطة مراقبة عسكرية، من بينها نقطة دهار أوباران الاستراتيجية (في 1 يونيو 1921). قام محمد بن عبد الكريم بمهاجمة النقطة برفقة 300 مقاتل، بطريقة مفاجئة، وأسفر الهجوم عن مقتل نصف الحامية العسكرية الإسبانية، إضافة إلى اغتنام الريفيين لقطع مدفعية ومعدات حربية أخرى. يعتبر المؤرخ الإسباني ريكاردو دي لا ثييربا بأن هذه المعركة كانت أول هزيمة حاسمة للجيش الإسباني في الريف، وساهمت في تقويض معنويات الإسبان، وخصوصا سيلفيستري الذي دخل التاريخ «كأول جنرال إسباني يخسر مدافعه في أفريقيا». مباشرة بعد هذا الانتصار تقاطرت القبائل الريفية على مركز قيادة الثوار في تمسمان، وارتفع جيش عبد الكريم إلى 1000 مقاتل جلهم من بني ورياغل وبني توزين. حقق نصرا ثانيا في سيدي بيبان (شمال غربي أنوال)، فقد فيه الإسبان 314 جنديا.
كانت نقطة التجمع الرئيسية للقوات الإسبانية في أنوال، واعتمدت الاستراتيجية الإسبانية على تأمين الموقع عبر حاميات في المناطق الجبلية.
وحد صفوف قبائل الريف شمال المغرب. قبائل: بني ورياغل، تمسمان، بني توزين، بقيوة وباقي قبائل الريف وقبائل جبالة، وسماها ومن انضم إليها: «مجلس القبائل». حَوّلَ صراعهم وقوتهم نحو العدو الإسباني الذي احتل جل القبائل القريبة من مليلية، ووصل إلى قلب تمسمان وإلى أنوال وهنا دارت معركة أنوال (مايو 1921)الشهيرة حيث انهزم الإسبان أمام المقاومة والاحتلال أمام التحرير والحرية، والآليات الحربية المعاصرة أمام عزيمة القبائل الثائرة المحاربة بالبندقية (وزادها: التين اليابس وخبز الشعير). واندحر الجيش المنَظّم والكثير العدد أمام قلة من المجاهدين، وانهزم الجنرال سلفستري (الصديق الحميم للملك ألفونسو 13 ملك إسبانيا آنذاك)، الذي وعد ملكه وجيشه والعالم بأنه سينتصر على الريفيين وسيشرب الشاي في بيت عبد الكريم الخطابي بأجدير وخاب ظنه لما أرغم جنوده على شرب البول بسبب الحصار المضروب على الجيش الإسباني من طرف محمد بن عبد الكريم الخطابي[بحاجة لمصدر].

## تأسيس جمهورية الريف

علم جمهورية الريف

أسس جمهورية الريف (الاسم الرسمي: الجمهورية الإتحادية لقبائل الريف)[بحاجة لمصدر] تأسست في 18 سبتمبر 1921، جمهورية عصرية بدستور وبرلمان. عندما ثار سكان منطقة الريف (شمال المغرب) على إسبانيا وأعلنوا استقلالهم عن الحماية الإسبانية على المغرب.
عاصمة الجمهورية كانت أجدير، عملتها كانت الريفان، عيدها الوطني هو يوم استقلالها (18 سبتمبر)، قدر عدد سكانها بـ 18,350 نسمة. أعلن محمد عبد الكريم الخطابي أميرا للريف. شُكِّلت الجمهورية رسميا في 1 فبراير 1923، كان الخطابي رئيس الدولة ورئيس الوزراء في البداية، عُيِّن الحاج الحاتمي رئيساً للوزراء من يوليو 1923 حتى 27 مايو 1926. حُلَّت الجمهورية في 27 مايو 1926 بقوة فرنسية إسبانية تعدادها 500,000 مقاتل وباستخدام مكثف للأسلحة الكيماوية ما زالت المنطقة لليوم تعيش آثارها.[بحاجة لمصدر]

### بعد سقوط منطقة الريف
شنت فرنسا وإسبانيا وجيش من المرتزقة تحت قيادة المريشال الريفي "أمزيان" الذي كان على دراية بجغرافية المنطقة والتكتيكات العسكرية للقبائل الريفية، بحكم انتمائه لها، مكنه من أداء دور حاسم في مساعدة القوى الاستعمارية في شن حرب شنيعة على القبائل الريفية المناهضة للاحتلال الإسباني، استعملت فيها أسلحة كيماوية وأسلحة محرمة دوليا، كغاز الخردل الذي أُلقِيَ لأول مرة بواسطة طائرات الجيش الإسباني، ولا زالت آثاره بادية لكل المحقّقين، كما شهد على ذلك العديد من العسكريين الإسبان الذين شهدوا حرب الريف، ومن أبرزهم «بيدرو توندرا بوينو» Pedro Tonda Bueno في سيرته الذاتية La vida y yo (أنا والحياة) التي نشرت عام 1974.
وبعد تشديد الخناق عليه من الجيشين الفرنسي والإسباني، وبمشاركة آلاف الخونة الذين تم تجنيدهم للقضاء على ثورة الريف بقيادة الجيشين الفرنسي والإسباني، حيث كانوا يعرفون شعاب وتضاريس المنطقة، وتكتيك القبائل المحلية المقاتلة، مما اضطر محمد بن عبد الكريم الخطابي، بعد تشديد الخناق والقصف على الأهالي، إلى تسليم نفسه في نهاية المطاف إلى سلطات المستعمر الفرنسي، مقتحما بجواده إحدى الثكنات العسكرية الفرنسية. حيث قرر الفرنسيون نفيه إلى جزيرة لارينيون، استقر بعدها بجمهورية مصر العربية كلاجئ سياسي، بعدما قرروا نقله إلى فرنسا، أثناء مرور الباخرة ببورسعيد.
ترأس عبد الكريم الخطابي لجنة تحرير المغرب العربي بتاريخ 5 يناير 1948 بهدف العمل على استقلال دول المغرب العربي وقد نص البند الأول من الميثاق التأسيسي للجنة على أن: «المغرب العربي بالإسلام كان، وللإسلام عاش، وعلى الإسلام سيسير في حياته المستقبلية».
دعا محمد بن عبد الكريم الخطابي إلى استقلال كل المغرب من الحماية الإسبانية والفرنسية، كما ساند انطلاقا من القاهرة ومن خلال راديو صوت العرب الناصري الحركات التحررية في كل من الجزائر، تونس، ليبيا، وباقي الدول العربية والإسلامية، إلى أن توفي في القاهرة بمصر، في 6 فبراير 1963، أي بعد تحرير واستقلال المغرب من الحماية الإسبانية والحماية الفرنسية، ولا يزال يعتبر إلى الآن بطلا قوميا في المغرب وكأحد رموز التحرير في دول الجنوب ككل، وقد دفن في مقبرة الشهداء بالقاهرة.
لم يقبل المناصب ولا المنح ولا الأموال. رصد له البرلمان الهندي منحة خاصة لمساندته الحركات التحررية ورفض الحصول عليها.

## المنفى
نفت القوات الفرنسية الخطابي وعائلته إلى جزيرة لارينيون وبعد أكثر من عشرين عاما في المنفى، قرروا نقله إلى فرنسا، وأثناء مرور الباخرة ببورسعيد طلب حق اللجوء السياسي من الملك فاروق، واستجيب فورا إلى طلبه، وقد ظلَّ مقيما بمصر حتى وفاته، وقد لجأ معه لمصر عمه الأمير عبد السلام الخطابي، وشقيقه «الأمير محمد عبد الكريم الخطابي» وزوجاتهم وأولادهم.
قال عنه الأستاذ محمود محمد شاكر:

فهذا البطل الذي نشأنا منذ الصغر ونحن نمجد اسمه، ونسمو بأبصارنا إليه، ونحوطه بقلوبنا وإيماننا، ونجعله المثل الأعلى للعربي الأبي الذي لا يقبل ضيما ولا يقيم على هوان، هو نفسه الذي علمنا بفعله لا بلسانه أنه «لا مفاوضة إلا بعد الجلاء والاستقلال»

## وفاته
توفي محمد بن عبد الكريم الخطابي في القاهرة بمصر، وذلك في 6 فبراير 1963، ودفن في مقبرة الشهداء بالقاهرة.

## من أقواله
- ليس في قضية الحرية حل وسط .
- لا أرى في هذا الوجود إلا الحرية، وكل ما سواها باطل.
- لا أدري بأي منطق يستنكرون استعباد الفرد، ويستسيغون استعباد الشعوب.
- الحرية حق مشاع لبني الإنسان وغاصبها مجرم.
- نحن في عصر يضيع فيه الحق إذا لم تسنده قوة.
- فكر بهدوء واضرب بقوة.
- الحرب ضد الاستعمار وسيلة لتقارب الشعوب.
- الاستعمار يموت بتحطيم أسواقه الاقتصادية، ويدفن بسلاح المجاهدين.
- عدم الإحساس بالمسؤولية هو السبب في الفشل. فكل واحد ينتظر أن يبدأ من غيره.
- الكفاح الحقيقي هو الذي ينبثق من وجدان الشعب. لأنه لا يتوقف حتى النصر.
- قالوا أنهم جاؤوا لتمديننا، ولكن بالغازات السامة وبوسائل الفناء.
- سلاح المجاهدين هو الذي ينتزعونه من العدو لأنه ذو حدين؛ يقتلون به العدو ويحرمونه منه.
- السلاح الحقيقي لا يُستورد من هنا أو هناك، ولكن من هنا «يشير إلى العقل» ومن هنا «يشير إلى القلب».
- انتصار الاستعمار ولو في أقصى الأرض هزيمة لنا، وانتصار الحرية في أي مكان هو انتصار لنا.
- الاستعمار وهم وخيال يتلاشى أمام عزيمة الرجال، لا أشباه الرجال.
- الاستعمار ملة واحدة.
- لقد قتلنا الاستعمار في الريف وما على الشعوب إلا دفنه. وإذا لم تستطع فلا عزاء لها.
- من لم يحمل السلاح ليدافع به عن نفسه، حمله ليدافع به عن غيره.
- ليس هناك نجاح أو فشل، انتصار أو هزيمة، بل شيء اسمه الواجب، وأنا قمت به قدر استطاعتي.
- إذا كانت لنا غاية في هذه الدنيا فهي أن يعيش كافة البشر، مهما كانت عقائدهم وأديانهم وأجناسهم، في سلام وأخوة.[15]

## وصلات خارجية
- محمد بن عبد الكريم الخطابي على موقع الموسوعة البريطانية (الإنجليزية)
- محمد بن عبد الكريم الخطابي على موقع مونزينجر (الألمانية)

- Biographie de Abdelkrim El Khattabi
- (فيديو) من هو عبد الكريم الجزء 1 (إنتاج التلفزيون الهولندي) نسخة محفوظة 8 يونيو 2011 على موقع واي باك مشين.
- (فيديو) من هو عبد الكريم الجزء 2 (إنتاج التلفزيون الهولندي) نسخة محفوظة 8 يونيو 2011 على موقع واي باك مشين.
- (فيديو) أسطورة الريف.. عبد الكريم الخطابي (إنتاج قناة
- مقالة عن عبد الكريم الخطابي تحت عنوان «أسد الريف» /الكاتب أحمد الجنابي